# ماتي ديكسون
ماتي ديكسون (بالإنجليزية: Matty Dixon)‏ هو لاعب كرة قدم بريطاني في مركز الوسط، ولد في 19 ديسمبر 1994 في كينغستون أبون هال في المملكة المتحدة. لعب مع نادي يورك سيتي وهال سيتي.

## وصلات خارجية
- ماتي ديكسون على موقع قاعدة بيانات كرة القدم.إي يو (الإنجليزية)
- ماتي ديكسون على موقع Soccerbase.com (لاعب) (الإنجليزية)
- ماتي ديكسون على موقع Soccerway.com (الإنجليزية)